# ヨステダール氷河
ヨステダール氷河（ノルウェー語 (ニーノシュク): Jostedalsbreen、英語: Jostedal Glacier）は、ノルウェー西部に位置する、ヨーロッパ大陸で最も大きな氷河である。氷河は、ヴェストラン県のラスター、ソグンダール、ヨルステル、そしてストリンの各自治体に跨る。地域で最も高い標高2,083メートル (6,834 ft)の山（Lodalskåpa）の谷を下る。

## 歴史
1906年に観光客用の登山道が整備された。

## 地理
ヨステダール氷河は、60キロメートル (37 mi)強の長さと487平方キロメートル (188 sq mi)の総面積を持つ。最高地点は海抜1,957メートル (6,421 ft)（Hogste Breakulen）で、氷河の最も厚い部分は600メートル (2,000 ft)ある。 氷河は、1991年に指定された1,310-平方キロメートル (510 sq mi)のヨステダール氷河国立公園の一部を成し、公園の半分以上を覆っている。
氷河は、低温ではなく高い降雪量率によって維持されている。これは氷河が溶けやすいことを意味している。氷河は、海抜300メートル (980 ft)で分岐し、それぞれの谷を下るおよそ50本の氷河腕を持つ。
2012年、氷河腕のひとつであるブリクスダール氷河は、数ヶ月の間に50メートル (160 ft)の氷を失っている。最近の測定では、ブリクスダール氷河が2006年に146メートル (479 ft)退き、山頂部の大氷原を失う危険性があったことが判明した。現在では、この氷河の後退によりアイスクライミングを行うことができなくなっている。